# Vườn quốc gia Kellerwald-Edersee
Vườn quốc gia Kellerwald-Edersee là một vườn quốc gia ở huyện Waldeck-Frankenberg, phía bắc bang Hessen, Đức.
Vườn quốc gia Keller-Edersee có diện tích 57,40 km², tọa lạc ở phía nam Edersee, và nằm ở miền Bắc của rừng Kellerwald. Từ ngày 25 tháng 6 năm 2011 vùng rừng sồi của vườn quốc gia là một phần di sản UNESCO tại Đức thuộc Các khu rừng sồi nguyên sinh trên dãy Carpath và các khu vực khác của châu Âu.

## Vị trí
Vườn quốc gia này nằm ở phía đông nam đông của thị xã Bad Wildungen, phía tây của miền Bắc Hesse, khoảng 40 km (đường chim bay) về phía tây nam của Kassel. Diện tích của nó là khoảng trùng với khu vực miền núi của Ederhöhen, nằm về phía nam hồ Edersee giữa các thị xã và xã Waldeck (đông bắc), Edertal (đông), Bad Wildungen (đông nam đông), Frankenau (nam tây nam) và Vöhl (tây bắc), mà có biên giới với vườn này.
Đây là nơi sinh sống của nhiều loài động vật có vú, chim, nhiều loài cây.
Vườn quốc gia Kellerwald-Edersee là một địa điểm du lịch.